# Lemmus trimucronatus
Lemmus trimucronatus е вид бозайник от семейство Мишкови (Muridae).

## Разпространение
Видът е разпространен в Канада, Русия и САЩ.